# محطة قطار عين فكرون
محطة قطار عين فكرون هي محطة سكة حديد جزائرية تقع ببلدية عين فكرون بولاية أم البواقي. تُعدّ جزءًا من شبكة الخطوط الإقليمية التي وتديرها الشركة الوطنية للنقل بالسكك الحديدية في الجزائر.

## موقعها في الشبكة الحديدية
تقع محطة القطار غرب مدينة عين فكرون على الخط الممتد من عين مليلة إلى العوينات . تسبقها محطة قطار عين مليلة وتتبعها محطة قطار أم البواقي.

## خدمة الركاب
تخدم محطة قطار عين فكرون قطارات المسافات الطويلة على خط الجزائر إلى تبسة، وخنشلة قسنطينة.

### مقالات ذات صلة
خط عين مليلة - العوينات
قائمة المحطات في الجزائر

### روابط خارجية
- "ش.و.ن.س.ح". الشركة الوطنية للنقل بالسكك الحديدية. مؤرشف من الأصل في 2025-05-05.